# Arífron (avi de Pèricles)
Arífron de Sició (grec antic: Ἀρίφρων, llatí: Ariphron) fou el pare de Xantip i, per tant, avi de Pèricles, ambdós prominents estadistes atenesos. Era de la família Alcmeònides. El germà de Pèricles es deia Arífron en honor seu.